# Zero no tsukaima
Zero no tsukaima (ゼロの使い魔, litt. Le Familier de la Zéro) est une série de light novel écrite par Noboru Yamaguchi et illustrée par Eiji Usatsuka, mêlant un univers d'heroïc-fantasy à un fond comique. Elle est publiée par Media Factory depuis juin 2004. À la suite du décès de l'auteur en avril 2013, la série est restée inachevée avec 20 tomes publiés sur les 22 prévus. Toutefois, en utilisant les notes laissées par Yamaguchi, l'œuvre est finalement reprise par un autre auteur à partir de juin 2015 pour être proposée en intégralité. L'histoire présente plusieurs personnages de la classe de deuxième année d'une académie de magie dans un monde magique avec les personnages principaux que sont la mage incompétente Louise et son familier venant de la Terre, Saito Hiraga.
Entre 2006 et 2012, la série a été adaptée par J. C. Staff en quatre séries télévisées d'animation et un épisode OAV supplémentaire. Celles-ci étaient disponibles en France en VOD sur DoCoMo d animestore,.
Une adaptation en manga par Nana Mochizuki a été prépubliée dans le Monthly Comic Alive entre juin 2006 et octobre 2009, et une seconde par Yukari Higa dans le même magazine entre janvier 2010 et mars 2013. Il existe également deux séries dérivées de romans centrés sur des personnages secondaires dont l'une d'entre elles a été adaptée en manga par Takuto Kon. La série a également fait l'objet de trois adaptations en jeu vidéo.

## Synopsis
Dans le monde d'Halkeginia, tous les nobles naissent avec un don leur permettant d'utiliser la magie. Cependant, la jeune Louise Françoise Le Blanc de la Vallière, élève à l'académie de magie du royaume de Tristain, présente des résultats si désastreux dans ses diverses tentatives que ses camarades doutent de ses pouvoirs, d'où son surnom de « Louise la Zéro ». Étant en deuxième année, elle souhaite profiter de la cérémonie du familier pour prouver à tous qu'elle a des pouvoirs, une cérémonie qui consiste à l'invocation d'un être qui accompagnera son mage jusqu'à la fin de ses jours.
À Tokyo, le jeune Saito Hiraga se trouve à Akihabara pour faire réparer son ordinateur portable lorsqu'un cercle de lumière apparaît devant lui. Intrigué, il se rapproche et se fait absorber par ce qui se révèle être un portail d'invocation inter-dimensionnel. Il a été choisi pour devenir le familier de la jeune noble et ainsi accomplir leur fabuleux destin, celui des élus du Néant.
Au début, la relation entre Louise et Saito est désastreuse : en effet, les deux se détestent, car Louise considère vraiment Saito comme un moins que rien (le traitant d'ailleurs de chien) puisqu'il n'est dans ce monde qu'un plébéien (personne sans don magique), n'hésitant pas à le fouetter s'il ne suit pas correctement les ordres de sa maîtresse à la lettre. Peu à peu, Louise et Saito éprouvent des sentiments l'un envers l'autre, mais cette relation n'est pas facile : Saito est assez pervers, ce qui agace et contrarie beaucoup Louise, qui est de nature très jalouse et utilise ainsi régulièrement ses sorts d'explosions. Mais en réalité, les deux jeunes gens sont fous amoureux l'un de l'autre (Saito avouera finalement ses sentiments à Louise mais malgré cela, Louise n'arrivera toujours pas à avouer ses sentiments pour Saito).
Grâce à cette relation, la magie du néant, qui n'était qu'à la base une légende, sera ainsi bel et bien réel: en effet, Louise se révèle être une mage du néant spécialisé dans les explosions dévastatrices tandis que Saito se révèle être Gandalf, la « main gauche de dieu » et le familier légendaire de l'un des 4 mages du néant. Il a la capacité de comprendre instantanément le fonctionnement de n'importe quelle arme (celle-ci doit être en revanche vraie et non pas de décoration). Ce familier a pour but de faire gagner du temps à son maître, car les puissants sorts d'explosion prennent du temps à être incantés.
Louise et Saito embarqueront ainsi dans une aventure où ils seront les légendes ainsi que les principaux protagonistes.

## Personnages principaux
- Louise Françoise Le Blanc de la Vallière (ルイズ・フランソワーズ・ル・ブラン・ド・ラ・ヴァリエール, Ruizu Furansowāzu Ru Buran do ra Variēru?) / « Louise la Zéro » (ゼロのルイズ, Zero no Ruizu?)

Voix japonaise : Rie Kugimiya
Héroïne tsundere de la série, elle est une jeune noble de 16 ans du royaume de Tristain, étudiante en 2e année dans l'académie de magie de son pays.
Présentée au début de la série comme une magicienne ratée au point d'en être affublée d'un surnom par ses condisciples, elle se révèle par la suite être l'un des porteurs du légendaire élément perdu du Néant.
Elle expose une attitude hautaine et parfois cruelle envers Saito, souvent pour renier les sentiments qu'elle éprouve envers lui et ne pas s'avouer.
- Saito Hiraga (平賀才人, Hiraga Saito?)

Voix japonaise : Satoshi Hino
Héros de la série, il est un jeune Japonais de 17 ans sans histoire qui, en raison de sa trop grande curiosité, va se retrouver un beau jour propulsé au milieu d'un autre monde.
Présenté très tôt comme le nouveau Gandalf, un mythique héros ayant aidé le Fondateur Brimir 6 000 ans plus tôt, il peut comprendre instantanément l'utilisation de tout objet ou dispositif fabriqué comme une arme.
Assez naïf dans les relations humaines et très porté sur l'auto-humiliation, il a tendance à prendre au premier degré toutes les remarques que fait Louise ou à ne pas se considérer assez bien pour elle.

### Halkeginia

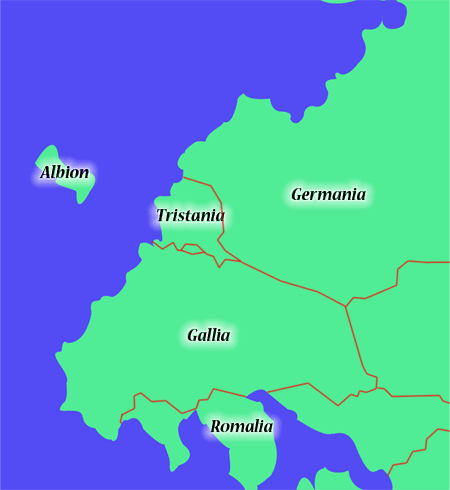
Carte de l'Halkeginia

L'Halkeginia (ハルケギニア, Harukeginia) est le continent dans lequel prend place l'histoire des différentes versions de Zero no tsukaima. Culturellement, géographiquement et politiquement, l'Halkeginia rappelle l'Europe entre le XVe siècle et le XVIIe siècle à quelques différences près.
Dans cette réalité, il y a deux lunes qui gravitent autour de la planète, l'une est petite et rose et l'autre est plus grande et bleue.
Dans ce monde, ou tout du moins sur ce continent en particulier, la magie a pris la place de la technologie dès qu'il s'agit de simplifier des tâches ardues. En raison de cela, les nobles doués de magie ont un statut social bien plus élevé que les simples roturiers. À côté de cela, la technologie du monde terrestre est si avancée à leurs yeux que le moindre objet moderne semble pour eux être un artefact magique de grande puissance.
La religion y étant pratiquée est de forme abrahamique et ressemble assez fortement au catholicisme, plusieurs références à la tradition et à l'histoire de ce mouvement religieux, dont notamment l'existence d'un pape en Romalia et la persécution d'un courant proche du protestantisme de la même façon que l'intolérance religieuse a été pratiquée dans le passé de l'Europe. De plus, une guerre religieuse a éclaté autrefois entre les fidèles humains du Fondateur Brimir et les elfes qui vénère au contraire celui qui est assimilé à Satan. L'un des points cruciaux de leur croyance est la collaboration de Brimir avec quatre familiers humains : le Gandalf (la main gauche de Dieu), le Windalf (la main droite de Dieu), le Myozitnir (le cerveau de Dieu) et Lisbrachir (le cœur de Dieu). Ces quatre héros, censés protéger les manipulateurs du Néant, sont vus comme des élus divins par certains. En revanche, les elfes les voient plutôt comme des destructeurs de Mondes car selon leur croyance, si les 4 familiers et les 4 maîtres venaient à être réunis sur la Terre-Sainte, cela signifierait la fin du monde.

#### Tristain
Tristain (トリステイン, Torisutein) est un royaume au nord de l'Halkeginia où se situe la majeure partie de l'histoire, la langue officielle est le français. Au début du récit, il est régi par le cardinal Mazarin à la suite de la mort du roi Philippe III. La princesse Henrietta est couronnée reine au cours du récit après la bataille de Tarbes. De petite taille par rapport aux 2 géants que sont Gallia et Germania, Tristain ne peut militairement pas rivaliser avec ces pays. Le pays reste indépendant en raison des alliances politiques qu'il a conclues avec Germania et du statut de neutralité que lui confère l'académie de magie.

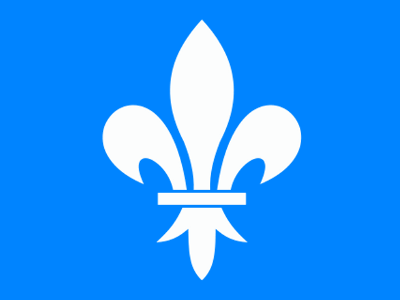
Pavillon royal du Royaume de Tristain

Sa capitale est Tristania et se situe au nord-ouest du pays. Un autre lieu important du pays est l'académie, située à 2 heures de cheval de Tristania.
L'emblème royal est le lys blanc sur fond bleu ciel. La famille royale est censée être l'une des quatre familles descendantes du fondateur Brimir et, en tant que tel, est susceptible de donner naissance à un porteur du Néant. La famille royale est en possession du livre de prière de Brimir et du Rubis de l'Eau, elle fait acquisition au cours du récit du Rubis de l'Air qui appartenait à la maison Tudor d'Albion.
La carte peut donner l'impression trompeuse que le royaume de Tristain peut être comparé à la Belgique et aux Pays-Bas dans l'Europe moderne. En réalité, il s'agit d'une représentation imaginaire mélangeant la Bretagne, Tristain est une déformation du nom de héros Tristan, et la France. Plusieurs villes et territoires féodaux ont des noms français, le nom de l'héroïne principale parodie les noms nobles français à rallonge et à plusieurs particules et certains personnages emploient des expressions en français dans la version originale comme "Très bien". Le royaume de Tristain est voisin du royaume de (Gallia) qui représente là encore un imaginaire entre la France et l'Espagne (allusion à cette dernière avec le nom "Al Hambra"). En revanche, il est facile d'identifier (Germania) à un équivalent de l'Allemagne et Albion à un équivalent du Royaume-Uni.
Lieux connus :
- La Rochelle (ラ・ロシェール?), port aérien à deux jours de cheval de Tristania.
- Tarbes (タルブ?), village natal de Siesta situé près de la Rochelle.
- Lac Ragdorian (ラグドリアン湖?), lac habité par l'esprit de l'eau, à la frontière entre Gallia et Tristain.
- Dungletale (ダングルテール）?), village natal d'Agnès, détruit lors la traque au protestant.
- La Vallière (ド・ラ・ヴァリエール?), duché au nord-est de Tristain, à la frontière de Germania, voisin des Von Anhalt Zerbst, à trois jours de cheval de Tristania.
- Des Ornières (ド・オルニエール?), territoire féodal à l'abandon, il est légué au chevalier Saito de Hiraga au cours du tome 16.

#### Albion
Albion (アルビオン, Arubion), surnommé le « pays blanc », est un royaume de l'Halkeginia situé sur une île flottant dans les cieux. Dirigé en début de récit par James I de la maison Tudor, la royauté est renversée au cours du tome 2 par une faction de Reconquista et les héritiers sont tous tués à l'exception de Tiffania Westwood Tudor d'Albion.
Devenu la Sainte République d'Albion, elle est dirigée par Oliver Cromwell. Après la guerre, une force d'occupation composée de Tristain, Germania et Gallia gère le pays dans l'objectif de restaurer la royauté.
L'emblème d'Albion figure trois dragons doré sur un drapeau rouge, disposés de la même manière que sur l'ancien drapeau du royaume d'Angleterre.
Sa capitale est Londinium et se situe à l'est de l'île.
Il peut être comparé au Royaume-Uni dans l'Europe moderne bien que quelques lieux soient issus de l'Allemagne.
Lieux connus :
- Rosais (ロサイス?), port aérien
- Newcastel (ニューカッスル?), dernier bastion des Tudor, détruit lors de leur défaite.
- Saxe-Gotha (サウスゴータ?), ville d'origine de Mathilde, Longueville et Fouquet, base des forces de Tristain et de Germania.
- Westwood (ウェストウッド?), forêt où habitait Tiffania.

#### Gallia
Gallia (ガリア, Garia) est un royaume situé à l'ouest de l'Halkeginia. Il était dirigé par le roi Joseph III, le véritable instigateur de Reconquista et utilisateur du Néant. Après sa mort, sa nièce Charlotte lui succède.
Sa capitale officielle est Lutèce, mais c'est à Versailles que se trouve le palais royal.
L'emblème royal est composé de deux cannes croisées. La famille royale a des problèmes relationnels puisque l'actuel roi a assassiné son frère, empoisonné sa belle-sœur et tenté à plusieurs reprises de tuer sa nièce. La famille royale est en possession du Rubis de la Terre et a acquis la boite à musique de Brimir en la volant à la famille royale d'Albion. Il peut être comparé à l'Espagne, à la France et à la Suisse dans l'Europe moderne.
Lieux connus :
- Eginheim (エギンハイム?), village près de la frontière avec Tristain, situé dans la Forêt Noire, une colonie d'hommes-oiseaux vit tout près.
- Orléans (オルレアン?), duché de la famille royale, situé au bord du lac Ragdorian.
- Lac Ragdorian (ラグドリアン湖?), lac habité par l'esprit de l'eau, à la frontière entre Gallia et Tristain.
- Forteresse d'Al Hambra (アーハンブラ城?), forteresse de l'armée royale.

#### Germania
Germania (ゲルマニア, Gerumania) est un empire situé à l'est de l'Halkeginia. Il est dirigé par l'empereur Albrecht III. Contrairement aux autres nations qui privilégient très fortement la naissance pour désigner les nobles et donc la capacité à utiliser la magie (noblesse d'extraction), Germania compte parmi ses nobles des gens incapables de pratiquer la magie. Pour cette raison, le pays est souvent considéré comme barbare par les nobles des autres pays.
Sa capitale est Vindobona, elle est située au sud-ouest du pays.
Il peut être comparé à l'Allemagne et à l'Autriche dans l'Europe moderne et (dans une moindre mesure) à la Russie.
Son emblème royal, comme celui de ces deux pays (Autriche-Hongrie et Empire russe) est un aigle bicéphale.
Lieux connus :
- Anhalt Zerbst (アンハルツ・ツェルプストー?), territoire féodal au nord-ouest de Germania, à la frontière de Tristain, voisin des de la Vallière.

#### Grudenholf
Grudenholf (クルデンホルフ, Kurudenhorufu) est un grand-duché situé entre Tristain et Galia. Il est militairement dépendant de Tristain mais reste politiquement indépendant.
L'héritière du trône, Béatrice Yvonne von Grudelhorf entre en première année à l'académie de magie de Tristain au cours du récit. Bien qu'elle en ait peur au début, elle devient amie avec Tiffania.
Il peut être comparé au Grand-duché de Luxembourg dans l'Europe moderne.

#### Romalia
Romalia (ロマリア, Romaria) est un royaume religieux situé au sud de l'Halkeginia sur une péninsule. Elle fut un temps dirigée par une famille royale descendant de Brimir mais est aujourd'hui dirigée par un équivalent du Pape.
Le dirigeant actuel est un descendant de la famille royale de Romalia et est un porteur du Néant. Son familier, le Windalf, n'est autre que Giulio Cesare.
La famille royale est détentrice du Rubis de Feu et du quatrième trésor de Brimir.
Romalia peut être comparée au Vatican ainsi qu'à l'Italie moderne.

### Autres pays

#### Sahara
Sahara est un pays désertique qui n'est pas situé sur l'Halkeginia mais sur le continent au sud de celui-ci. C'est l'une des nations elfiques.

#### La Terre-Sainte
Terre mythique où Brimir aurait vécu, elle est actuellement un territoire elfique. Le but officiel de Reconquista est de la reconquérir après avoir fait de l'Halkeginia un seul royaume.
Il n'est pas précisé où elle se trouve, cependant les similarités entre l'Europe et le monde d'Halkeginia suggèrent qu'elle se situerait au sud-est d'Halkeginia de la même manière que le sont l'Israël et la Palestine pour l'Europe.

#### Rub al-Khali
Terres humaines situées loin à l'est au-delà des territoires elfiques, elles sont décrites comme bien plus avancées technologiquement que les territoires d'Halkeginia. Saito prétend venir de ce pays face aux personnes ignorant ses véritables origines. Sasaki Takeo, le grand-père de Siesta, bien que venant lui aussi du Japon prétendait également venir de là-bas.

### Les familiers du Néant
Une chanson, La Chanson des familiers du Néant, chantée par le Prophete décrit les pouvoirs et les aptitudes de chacun des quatre mythiques familiers et de leurs réincarnations.

« La main gauche de Dieu est Gandalf, le vaillant Bouclier du Seigneur.
De sa main gauche, il tient une grande épée, de sa main droite, il brandit une longue lance, me protégeant d'une éternelle vigilance. »

Le premier familier. Il est capable de comprendre le mode de fonctionnement et de manipuler toutes les armes occasionnant des dégâts physiques. Sur sa main gauche apparaissent les runes .

« La main droite de Dieu est Windalf, la bienveillante Flûte du Seigneur.
Il domine toutes les bêtes de la vie, me conduisant à travers la terre, le ciel et la mer. »

Le second familier. Il est capable de comprendre et manipuler n'importe quelle créature vivante jusqu'à une certaine distance. Sur sa main droite apparaissent les runes .

« L'esprit de Dieu est Myoznitnir, le livre qui porte la cristallisation de la pensée.
Il porte toutes les connaissances et fournit des conseils chaque fois que je suis dans le besoin. »

Le troisième familier. Il est capable comprendre le mode de fonctionnement et de manipuler tous les artefacts magiques. Sur son front apparaissent les runes .
Tifania n'arrivant pas à se rappeler le dernier couplet sur le quatrième familier, on ignore à la fois la fonction et le nom de celui-ci. Selon Derflinger, sa marque runique devrait être inscrite sur le cœur de son porteur. Il s'appellerait Lisbrachir.
On apprend plus tard que le familier portant les runes  sur la poitrine et est désigné comme le Cœur du Seigneur. Ce familier a le pouvoir d'amplifier la magie du Néant mais l'utilisation de ce pouvoir consume peu à peu l'esprit du familier jusqu'à la mort de celui-ci.

## Light novel
Zero no tsukaima est une série de light novel écrite par Noboru Yamaguchi et illustrée par Eiji Usatsuka dont Media Factory a publié 20 volumes au Japon entre le 25 juin 2004 et le 25 février 2011,. La publication de la série a été menacée par le cancer avancé de Noboru Yamaguchi, auquel il a succombé le 4 avril 2013, laissant la série inachevée,. Yamaguchi avait prévu de la conclure avec 22 volumes. Néanmoins, il a été décidé en juin 2015 par Media Factory de continuer la série malgré l'absence de l'auteur, en partie à cause des appels des fans pour la continuer, ainsi que de la famille de Yamaguchi voulant voir son œuvre se conclure. Yamaguchi avait dicté à l'avance l'intrigue restante de la série, y compris sa fin, et l'avait confiée aux éditeurs. La maison d'édition a ainsi publié les 21e et 22e volumes respectivement le 25 février 2016 et le 24 février 2017,.
Une histoire parallèle, Zero no tsukaima Gaiden: Tabitha no bōken (ゼロの使い魔外伝 タバサの冒険, litt. « Le Familier de la Zéro, histoire parallèle : Les Aventures de Tabitha »), a été éditée en trois volumes entre le 25 octobre 2006 et le 25 mars 2009,. Initialement publiée en ligne sur les téléphones portables, on y suit les aventures de Tabitha, la camarade de classe de Louise.
Une seconde histoire parallèle, Kaze no kishihime (烈風の騎士姫), a été publié en deux volumes entre le 23 octobre 2009 et le 25 mars 2010,. Il s'agit d'une préquelle de la série principale dont le personnage principal est la mère de Louise.

## Anime
Annoncée par une note comprise avec le 10e volume lors de sa sortie, une adaptation de Zero no tsukaima en une série télévisée d'animation de 13 épisodes est diffusée pour la première fois au Japon entre le 3 juillet et le 25 septembre 2006 sur CTC, tvk, Kyoto Broadcasting System, et un peu plus tard sur Tokyo MX, SUN, TVA, Kids Station, TVS. Celle-ci est réalisée par Yoshiaki Iwasaki au studio d'animation J. C. Staff avec des scripts écrits par Takao Yoshioka, et Shinkichi Mitsumune qui compose la musique.
Révélée en avril 2007, une deuxième saison composée de 12 épisodes, intitulée Zero no tsukaima: Futatsuki no kishi (ゼロの使い魔～双月の騎士～, litt. « Le Familier de la Zéro : Le Chevalier des lunes jumelles »), est diffusée entre le 9 juillet et le 24 septembre 2007 sur CTC, tvk, Kyoto Broadcasting System, et un peu plus tard sur Tokyo MX, SUN, TVA, Kids Station, TVS,. La réalisation de la série est cette fois-ci confiée à Yū Kō toujours au sein du studio d'animation J. C. Staff.
Une troisième saison a été divulguée par le biais d'un tract inséré dans le 13e volume des light novel, celle-ci intitulée Zero no tsukaima: Princess no rondo (ゼロの使い魔～三美姫の輪舞～, litt. « Le Familier de la Zéro : Le Rondo des princesses ») présente un nouveau superviseur des scripts, Nahoko Hasegawa,. Composée de 12 épisodes, elle est diffusée entre le 6 juillet et le 21 septembre 2008 sur CTC, tvk, et un peu plus tard sur Tokyo MX, SUN, TVA, Kids Station, TVS,. Un OAV est publié dans le 4e coffret DVD de la saison, sorti le 24 décembre 2008.
Communiquée au travers d'une bande enveloppante présente sur le deuxième volume du manga Zero no tsukaima: Chevalier lors de sa sortie en août 2011, la quatrième saison intitulée Zero no tsukaima F (ゼロの使い魔F) marque la fin de la version animée de la saga Zero no tsukaima,. La lettre « F » a plusieurs sens notamment « Four (フォー, Fō, litt. Quatre) », « Final (ファイナル, Fainaru) » ou bien « Forever (フォーエバー, Fōebā, litt. Pour toujours) ». Le réalisateur de la première saison Yoshiaki Iwasaki est de retour pour superviser la série, toujours au sein du studio d'animation J. C. Staff, et avec l'aide de l'auteur de la série Noboru Hamaguchi qui se charge des scripts. Composée de 12 épisodes, celle-ci est diffusée entre le 7 janvier et le 24 mars 2012 sur AT-X, et un peu plus tard sur CTC, tvk, Tokyo MX, TVA, SUN, BS11,.
Les quatre saisons de la série étaient disponibles en France en VOD sur DoCoMo d animestore,.

### Musiques
Pour les quatre saisons, Ichiko a interprété les chansons des opening tandis que celles des ending sont chantés par Rie Kugimiya, la seiyū de Louise,,,.
Le générique de fin de la troisième saison est évolutif : le personnage sous déguisement dans le dernier plan change d'un épisode à l'autre.
| Générique                                                                                     | Épisodes      | Début                 | Début   | Fin                                              | Fin          |
| Générique                                                                                     | Épisodes      | Titre                 | Artiste | Titre                                            | Artiste      |
| --------------------------------------------------------------------------------------------- | ------------- | --------------------- | ------- | ------------------------------------------------ | ------------ |
| Zero no tsukaima (1re saison)                                                                 | 1 – 13        | First kiss            | ICHIKO  | Honto no Kimochi (ホントノキモチ)                | Rie Kugimiya |
| Zero no tsukaima 〜Futatsuki no Kishi〜 (2e saison)                                           | 1 – 12        | I SAY YES             | ICHIKO  | Suki!? Kirai!? Suki!!! (スキ!? キライ!? スキ!!!) | Rie Kugimiya |
| Zero no tsukaima 〜Princess no Rondo〜 / Zero no tsukaima 〜Princesses no Rondo〜 (3e saison) | 1 – 12(+ OAV) | YOU'RE THE ONE        | ICHIKO  | Gomen'ne♥ (ゴメンネ♥)                            | Rie Kugimiya |
| Zero no tsukaima F / Zero no tsukaima Final (4e saison)                                       | 1 – 12        | I'LL BE THERE FOR YOU | ICHIKO  | Kiss Shite↑Agenai↓ (キスシテ↑アゲナイ↓)          | Rie Kugimiya |

## Manga

### Zero no tsukaima
Une série de manga dessinée par Nana Mochizuki a été prépubliée dans le magazine de Media Factory Monthly Comic Alive entre les numéros d'août 2006 et de décembre 2009, respectivement parus le 27 juin 2006 et le 27 octobre 2009,. Bien que certains chapitres originaux soient ajoutés, la chronologie, les épisodes et les histoires de l'œuvre originale sont fidèlement représentés. Au total, ce sont sept volumes tankōbon publiés entre décembre 2006 et de janvier 2010 par Media Factory sous sa marque de publication MF Comics,.

### Zero no tsukaima Gaiden: Tabitha no bōken
La série de romans spin-off Tabitha no bōken (タバサの冒険), centrée sur le personnage de Tabitha, a été adaptée en manga par Takuto Kon avec une prépublication dans le magazine de Media Factory Monthly Comic Alive entre les numéros de décembre 2007 et de juillet 2010, respectivement publiés le 27 octobre 2007 et le 27 mai 2010,. Cinq volumes tankōbon ont été publiés au total entre mars 2008 et de août 2010,.

### Zero no chukaima: Yōchien nano!
Un manga spin-off, intitulé Zero no chukaima: Yōchien nano! (ゼロのちゅかいま -よーちえんnano!-), a été prépublié entre les numéros de novembre 2011 et de mai 2012 du Monthly Gangan Joker de Square Enix, publié respectivement le 27 septembre 2009 et le 27 mars 2012,. Dessinée par Masaya Takamura, cette série comique au format quatre cases met en vedette les versions chibi des personnages. Elle est composée de trois volumes tankōbon publiés entre août 2010 et de avril 2012,.

### Zero no tsukaima: Chevalier
Dessinée par Yukari Higa, Zero no tsukaima: Chevalier (ゼロの使い魔 シュヴァリエ, Zero no tsukaima Shuvarie) est la seconde adaptation de la série light novel, faisant suite à la première dessinée par Nana Mochizuki. L'essentiel de l'histoire se déroule entre les 6e et 7e volumes du roman. Également prépubliée dans le Monthly Comic Alive entre les numéros de mars 2010 et de mai 2013, respectivement sortis le 27 janvier 2010 et le 27 mars 2013,. Media Factory a édité dans l'ensemble quatre volumes tankōbon entre août 2010 et de mai 2013,.

## Jeux vidéo
Trois visual novel pour la PlayStation 2 ont été développés et édités par Marvelous Interactive dans lequel le joueur endosse le rôle de Saito Hiraga. Le premier, Zero no tsukaima: Shōakuma to harukaze no concerto (ゼロの使い魔 小悪魔と春風の協奏曲, Shōakuma to harukaze no koncheruto), est sorti le 15 février 2007 au Japon. Il est ensuite suivi par Zero no Tsukaima: Muma ga tsumugu yokaze no fantasy (ゼロの使い魔 夢魔が紡ぐ夜風の幻想曲, Muma ga tsumugu yokaze no fantajī) le 29 novembre 2007 et enfin par Zero no Tsukaima: Maigo no period to ikusen no symphony (ゼロの使い魔 迷子の終止符と幾千の交響曲, Maigo no piriodo to ikusen no shinfonī) le 6 novembre 2008. Des éditions limitées de ces jeux sont vendues en même temps que les éditions standards,,.

## Réception
Plus de 6,6 millions d'exemplaires de light novel ont été imprimés dans le monde entier en février 2016.